# Pan (roman)

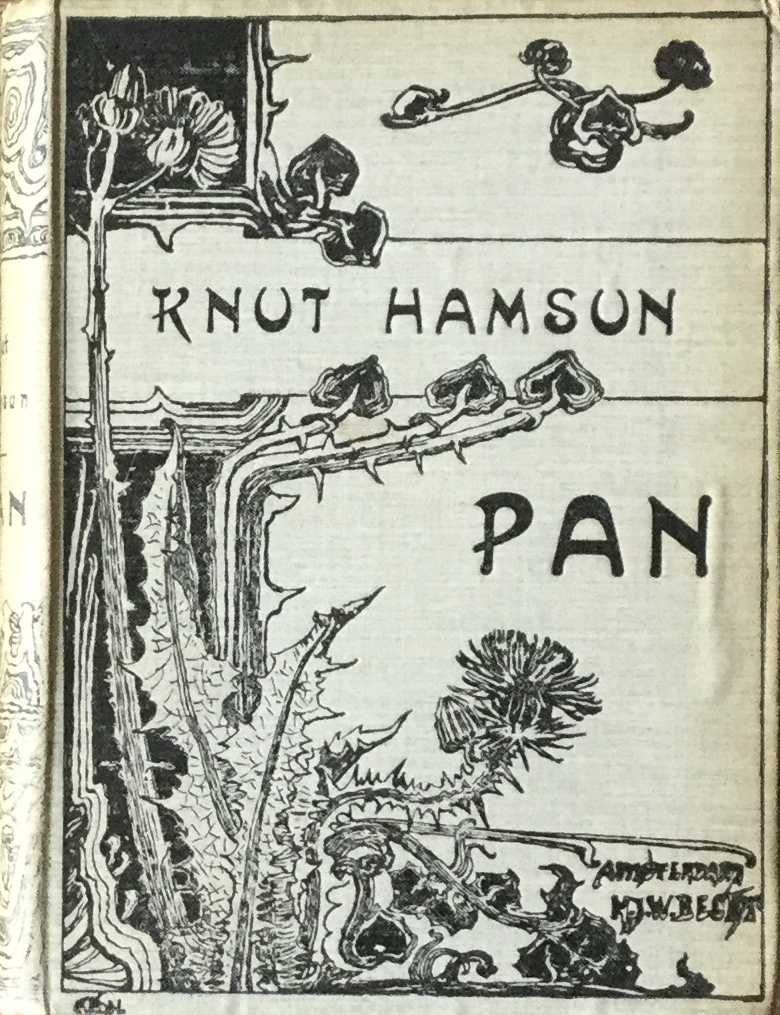
Cover eerste Nederlandse editie, 1904, design Cornelia van der Hart.

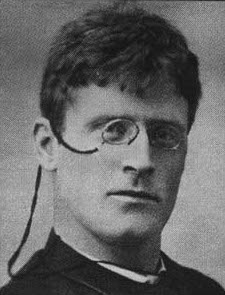
Knut Hamsun 1890

Pan: uit de papieren van Luitenant Thomas Glahn (kortweg Pan) is een roman van Knut Hamsun, gepubliceerd in 1894 bij uitgever P.G. Philipsens, Kopenhagen. Hamsun is winnaar van de Nobelprijs voor de Literatuur in 1920, met name voor zijn monumentale werk 'Hoe het groeide' en 'Pan'.

## Typering
Pan sluit aan bij de (lyrische) romantiek, symbolisme en het episch realisme. De roman wordt ook vaak geassocieerd met de jugendstil. Lange passages in dit boek zijn lyrisch proza van het zuiverste water. Visionaire en symbolische elementen, klank- en kleurassociaties, ritmische cadensen, herhalingen en klankrijmen, irrationele formuleringen die als in een bedwelmende roes impulsief zijn neergeschreven, overspoelen de lezer. Grote apocalyptische visioenen wisselen elkaar af met het teder observeren van een nietig detail als 'de kuise uitdrukking van een meisjesduim' of een verdord dennentakje.
"Voor Hamsun was de mens niet meer dan een reeks voortdurend veranderende stemmingen, vaak zonder een spoor van samenhang", schrijft Singer in zijn essay "Knut Hamsun: kunstenaar van het scepticisme". Deze zinsnede typeert bij uitstek Hamsuns roman Pan.

## Verhaal
De hoofdpersoon Thomas Glahn vertelt het verhaal over zijn verblijf als jager in de omgeving van
Nordland met zijn hond Aesopus. Het alles-overheersende ik-beleven van Glahn, een korte intense relatie die opbloeit met een meisje Edvarda en het extatisch opgaan in de natuur waardoor hij zwerft, monden binnen een dramatisch handelingspatroon uit in een aangrijpende climax.

## Symbolisme
Het verhaal loopt synchroon met de opkomst van de jaargetijden. De liefde tussen Glahn en Edwarda bloeit op in mei, ze bedrijven de liefde in de zomer en aan hun relatie komt een einde in de herfst.
De verbondenheid met de natuur en een kosmisch beleven roept bij Glahn een toestand van vervoering op, aan welke symbolisch gerefereerd wordt in de titel van het boek: Pan wordt gezien als de god van de mannelijkheid en van het dierlijk instinct.

## Vertalingen
De eerste Nederlandstalige editie van Pan verscheen in 1904 in een vertaling van Hermine Schuijlenburg, uitgegeven door H.J.W. Becht. In 1958 volgde een nieuwe vertaling door Johan van der Veken, ook bij Becht. In 1964 nam de Hasseltse uitgeverij Heideland een vertaling van Jean H.P. Jacobs op in Hamsuns Verzameld proza. In 1975 verzorgde Uitgeverij De Bezige een nieuwe vertaling van Rita Verschuur, in 2009 opnieuw uitgegeven bij De Geus.

## Fragment
De roman begint als volgt:
De laatste dagen heb ik steeds moeten denken aan de eeuwige dag van de Nordlandse zomer. Ik zit er steeds maar aan te denken en aan de hut waarin ik woonde en aan het bos achter te hut en ik begin wat te schrijven om de tijd te korten, puur voor mijn eigen genoegen. De tijd valt me erg lang, hij gaat niet zo snel als ik zou willen, hoewel ik nergens over zit te tobben en niets te klagen heb. Ik ben heel tevreden met alles en mijn dertig jaar - dat noem ik geen leeftijd. Een dag of wat geleden kreeg ik een paar vogelveren toegestuurd. Ze kwamen van ver, van iemand die mij niets verschuldigd was. Twee groene vogelveren tussen een vel postpapier met een kroontje in een verzegelde enveloppe. Twee van die gifgroene vogelveren. Het was me een genoegen ze te zien. En verder heb ik nergens last van, alleen zo af en toe van wat reumatiek in mijn linkervoet, als gevolg van een oude schotwond die al lang geleden genezen is.

## Trivia
- Pan werd verfilmd door Henning Carlsen en uitgebracht op 22 september 1995. Thomas Glahn wordt vertolkt door Lasse Kolsrud. Deze regisseur verfilmde al eerder het door Hamsun geschreven "Honger" (Noors: Sult) in 1966. De film is ook wel bekend onder de naam "Two Green Feathers". Deze afwijkende titel is een verwijzing naar een zin op de eerste pagina van Pan.
- Herman Gorter schreef in 1911 en publiceerde in 1912 het episch-lyrische gedicht: Pan. Het gedicht zou zijn geïnspireerd door het marxisme of utopisch socialisme. De zeer veel vermeerderde druk uit 1916 is door hemzelf bewerkt met een meer gestructureerde opbouw. Hij legt de nadruk op het vrijmaken van de mens. De reden voor deze aan passingen zouden verband houden met de uitbraak van de Eerste Wereldoorlog waardoor de politieke situatie veranderde.